# Vila Jana Kodeše
Vila Jana Kodeše je rodinná vila v Praze-Dejvicích, která stojí na hranici přírodního parku Šárka-Lysolaje nedaleko ulice Horoměřická.

## Historie
Projekt rodinného domu tenisty Jana Kodeše vznik v roce 1973; v tom roce Kodeš podruhé postoupil do finále US Open a vyhrál Wimbledon. Vila byla projektována architektem Milanem Rejchlem a postavena roku 1979.
Kromě bydlení je určena také jako místo k tréninku a k aktivnímu odpočinku; součástí je travnatý tenisový kurt za domem. Dostatečně velká stavba má jemně zaoblená nároží, fasády jsou obloženy plastickým keramickým obkladem s nestejnými odstíny hnědé barvy. Tato keramika obaluje všechny plné stěny a postupuje i na plot kolem chodníku. Do zahrady je vila obrácena prosklenými stěnami s relativně subtilními rámy. Uprostřed každé fasády vystupuje v patře masivní arkýř bez oken.
Kolem roku 2000 byl dům částečně přestavěn.